# Jean Lannes

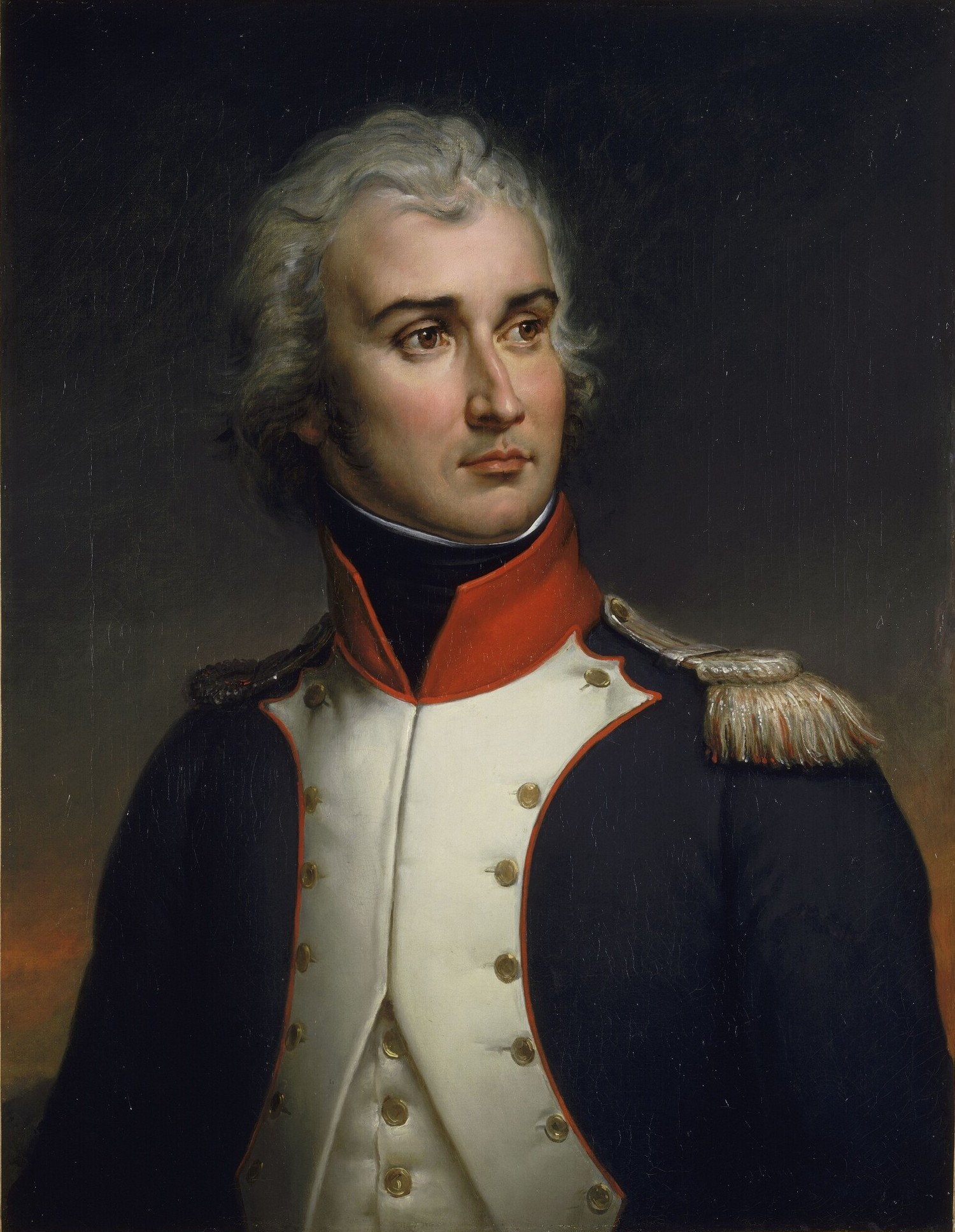
Jean Lannes (mal. Jean-Baptiste Paulin Guérin, 1835)

Jean Lannes (ur. 10 kwietnia 1769 w Lectoure (Gers), zm. 31 maja 1809 w Wiedniu) – marszałek cesarstwa od 1804, książę Montebello.

## Życiorys
Był synem stajennego i przygotowywano go do zawodu farbiarza. Odbył bardzo krótką edukację, lecz wielką siłą i sprawnością zapewnił sobie awans na starszego sierżanta batalionu ochotników z Gers, do którego wstąpił po wybuchu wojny pomiędzy Hiszpanią a I Republiką Francuską. Walczył w kampaniach w Pirenejach w 1793 i 1794 i dzięki nienagannej służbie awansował na pułkownika (chef de brigade). Jednak podczas reformy armii przez termidorian w 1795 został zdegradowany.
Wstąpił ponownie jako ochotnik do armii włoskiej i w słynnej kampanii 1796 ponownie wywalczył sobie kolejne awanse, aż do mianowania generałem brygady przez Napoleona. Odznaczył się we wszystkich bitwach. Został ranny pod Arcole pomagając Napoleonowi uciec przed nadchodzącymi wojskami austriackimi. Wybrany przez niego, by towarzyszył podczas wyprawy do Egiptu (10 maja 1799 otrzymał tam nominację na generała dywizji), jako dowódca jednej z brygad generała Klebera odznaczył się również w tej kampanii, zwłaszcza podczas odwrotu z Syrii.
Wraz z Napoleonem powrócił do Francji i pomagał mu w przewrocie 18 brumaire’a (8 listopada 1799). Po przejęciu władzy przez Napoleona został mianowany dowódcą Gwardii Konsularnej. Dowodził przednią strażą wojsk francuskich podczas przekraczania Alp w 1800 roku: jako pierwszy w nocy z 14/15 maja (24/25 floréala) wyruszył ze swą dywizją ze szwajcarskiej miejscowości Bourg-Saint-Pierre na Przełęcz św. Bernarda i pierwszy osiągnął Saint-Rhémy-en-Bosses po stronie włoskiej; zajął tam pozycje obronne wokół wsi i podjął niezbędne działania zabezpieczające przejście kolejnych oddziałów. W trakcie kampanii włoskiej miał decydujący wpływ na zwycięstwo w bitwie pod Montebello (stąd tytuł książęcy nadany mu później) i dowodził częścią wojsk w bitwie pod Marengo.
W 1801 r. Napoleon wysłał go jako ambasadora do Portugalii. Wskutek rozbieżnych opinii co do jego zdolności w tej funkcji, Napoleon nie korzystał już niego jako dyplomaty. Po ogłoszeniu cesarstwa został Marszałkiem Francji (1804) i ponownie dowodził przednią strażą wielkiej armii cesarskiej w kampanii austriackiej. W bitwie pod Austerlitz w grudniu 1805 dowodził lewym skrzydłem wojsk. W trakcie kampanii napoleońskich w latach 1806–1807 znajdował się u szczytu chwały; dowodząc swymi korpusami odznaczył się przeprowadzeniem ich przez Las Turyński, akcją pod Saalfeld/Saale (studiowanej obecnie jako wzorcowa we francuskiej szkole oficerskiej), w bitwie pod Jeną-Auerstedt i pod Pułtuskiem. Jego dowodzenie przednią strażą w bitwie pod Frydlandem było jeszcze bardziej wzorowe. Był jednym z najodważniejszych dowódców Napoleona, który o nim powiedział: „Znalazłem go pigmejem, a zostawiłem gigantem”. Jako przyjaciel cesarza mógł wyjątkowo zwracać się do niego per „ty”; w 1807 otrzymał od niego restytuowane księstwo siewierskie.
Następnie został poddany próbie jako szef sztabu Napoleona, który zabrał go do Hiszpanii w 1808 i powierzył mu wydzielone zgrupowanie wojsk. Pod Tudelą udało mu się odnieść zwycięstwo nad generałem Castañosem. W styczniu 1809 r. wysłano go dla zdobycia Saragossy, co nastąpiło 21 lutego, po obronie znanej jako jedna z najzaciętszych w historii.
Jako księciu Montebello Napoleon w 1809 po raz ostatni powierzył mu dowodzenie przednią strażą armii cesarskiej. Brał wtedy udział w starciach w okolicach Eggmühl i w czasie marszu na Wiedeń. Jego korpus prowadził armię francuską przez Dunaj i wraz z Masseną walczył w morderczej bitwie pod Aspern. 22 maja 1809 r. zmuszony tam do odwrotu, otrzymał śmiertelną ranę: wystrzelony pocisk rykoszetował trafiając go w skrzyżowane nogi, które potem amputowano, lecz mimo prób ratowania zmarł z ran 31 maja w Wiedniu. Jeszcze podczas toczącej się bitwy, tuż po operacji odwiedził go wzruszony Napoleon. Umierając Lannes wypowiedział do niego słowa: Panie, za kilka godzin stracisz jedyną osobę, która cię kocha.
Jego najstarszy syn został mianowany parem Francji przez Ludwika XVIII.